# Африканський трогон
Африканський трогон (Apaloderma) — рід кілегрудих птахів родини трогонових (Trogonidae) монотипового ряду трогоноподібних (Trogoniformes).

## Поширення
Представники роду поширені в Африці південніше Сахари.

## Види
Виділяють три види:
- Трогон жовтовусий (Apaloderma aequatoriale)
- Трогон зелений (Apaloderma narina)
- Трогон смугастохвостий (Apaloderma vittatum)